# Nuestra Señora de los Dolores (Catedral de Canarias)
Nuestra Señora de los Dolores o Dolorosa de Luján Pérez es una imagen de la Virgen María que se encuentra en la capilla del mismo nombre en la Catedral de Canarias (Las Palmas de Gran Canaria, España). Es una talla completa ejecutada en madera de cedro policromada y estofada, realizada por el imaginero José Luján Pérez. Es conocida como la Dolorosa de Luján Pérez, por ser la obra cumbre de su autor, junto al Cristo de la Sala Capitular, teniendo esta consideración por parte de los historiadores del arte.
Sale en procesión el Viernes Santo junto al citado Crucificado capitular en la llamada procesión de Las Mantillas.

## Descripción
Se trata de una escultura religiosa, exenta o de bulto redondo, perteneciente al arte barroco canario del siglo XVIII. La imagen describe a la Virgen María al pie de la cruz de Jesús.
La imagen fue tallada para verla desde una hornacina, por lo que el maestro no se esforzó en trabajar el dorso. Los plegados posteriores del manto tienen por ello menos movimiento que la parte delantera, cuyas vestiduras aparecen más agitadas, lo que confiere a la imagen movimiento y efectos de luz. El movimiento de los paños contrasta con la pasividad de su rostro, con ojos semicerrados y expresión triste. Es una imagen realista, de fuerte espiritualidad y de gran elegancia formal y armonía que se manifiesta en la pulcritud del acabado.
El autor de esta imagen, Luján Pérez, es el máximo representante de la escultura barroca canaria y está considerado el máximo exponente de la escultura en Canarias en este estilo y su artista más representativo. Su formación es plenamente barroca, aunque a medida que avanza su obra se advierte una tendencia cada vez más patente hacia las formas elegantes, serenas y pulcras que anuncia el neoclasicismo. Su abundante reproducción se dirige exclusivamente al tema religioso, vinculado como es norma en la época, a los pasos de Semana Santa, alternando sus obras entre piezas de madera policromada que él nunca pintará, al delegar esta tarea en sus colaboradores y las imágenes de vestir de gran realismo.
En sus obras advierte influencias del escultor murciano Francisco Salzillo, por eso le llamaban el Salzillo Canario, especialmente por el realismo y la fuerte espiritualidad de sus obras. Sin embargo las tallas del canario tienen una mayor elegancia formal y armonía.

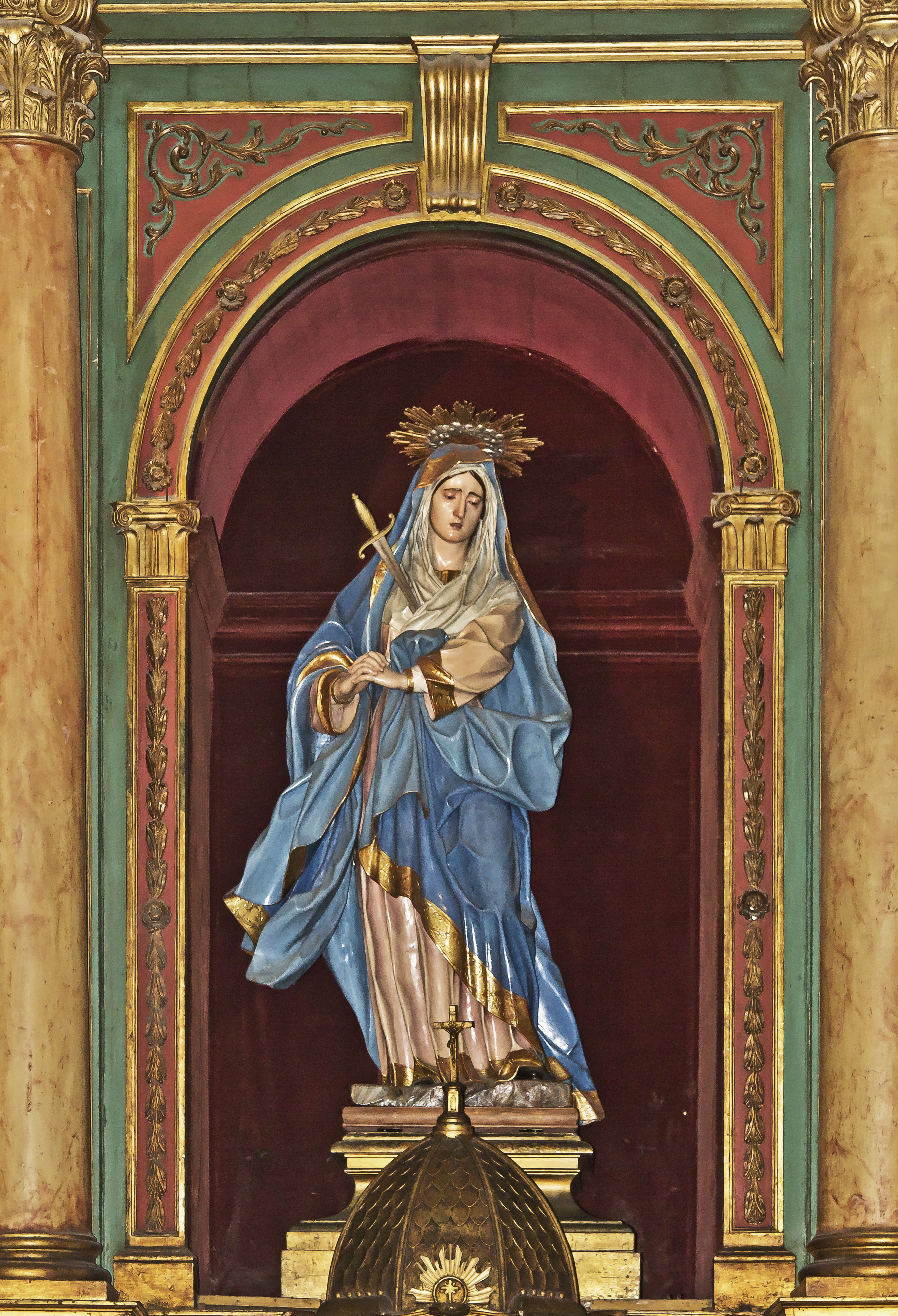
La Dolorosa de Luján Pérez, se venera en la Capilla de su mismo nombre en la Catedral de Canarias.

## Historia y devoción
El entonces deán de la catedral Miguel Mariano de Toledo, nacido en Santa Cruz de La Palma, le encarga una imagen de la Virgen de los Dolores para su oratorio privado al escultor José Luján Pérez.
Hecho el encargo, Luján empieza a trabajar en su nueva obra, para el rostro de la Virgen se inspira en una niña huérfana del vecino barrio de Vegueta, llamado de San José, la niña se llamaba Josefa María Marrero.
El 25 de diciembre de 1803, tal como indica Santiago Cazorla en su Historia de la Catedral de Canarias, la imagen de la Virgen de los Dolores estaba terminada y el deán Toledo desea tenerla con decencia en su casa para colocarla luego en el retablo, que también costeó para la capilla secreta, bendecida por el mismo deán en 1805. El retablo de esta capilla fue costeado por el deán Toledo según consta en el acuerdo del cabildo catedral transcrito del 22 de diciembre de 1803.
El retablo se estrenó en 1807 colocándose en él la devota imagen de la Dolorosa.
Desde esta fecha el Viernes de Dolores comenzó a ser fiesta grande en la catedral. El deán Toledo costeaba su alumbrado y encargaba el sermón de la función principal, en su testamento pidió ser enterrado en la capilla de la Virgen pero por razones sanitarias de la época no se llevó a cabo su última voluntad.
Desde 1898 el retablo y la imagen de la Virgen se ubican en la llamada capilla de los Dolores. Desde entonces la capilla secreta de los Dolores es sacristía, y la nueva sacristía, costeada por el obispo José María Urquinaona es la capilla de la Virgen de los Dolores, contigua a la capilla de san José en la catedral de Canarias.

## Salida procesional

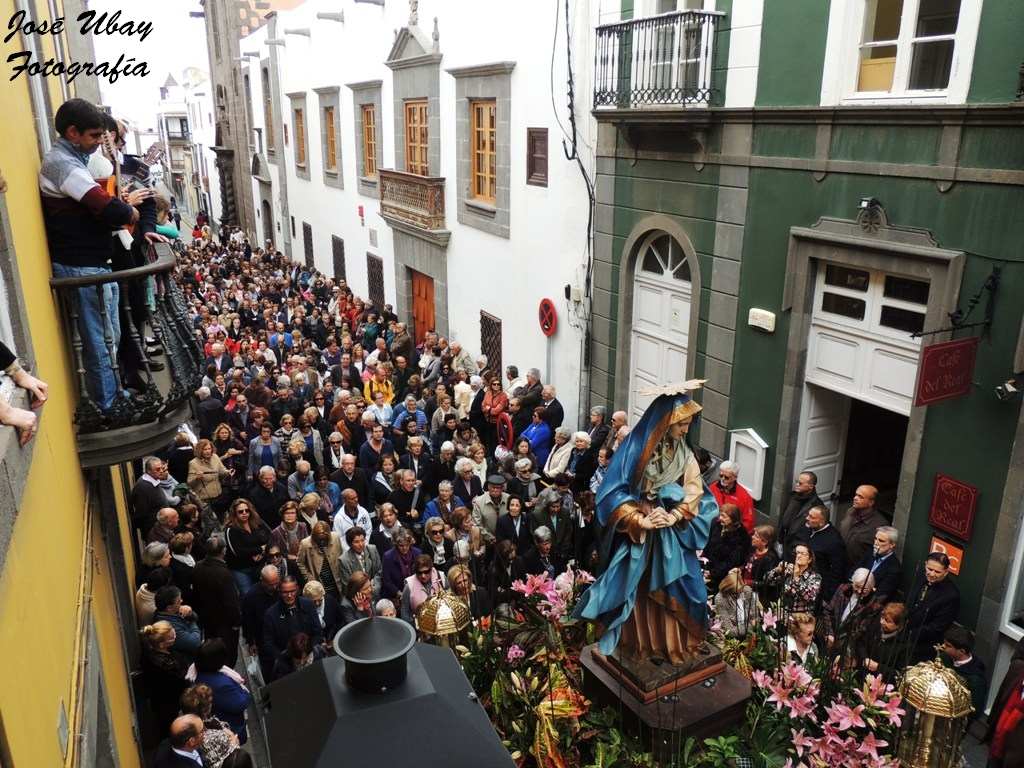
La Dolorosa de Luján Pérez durante su salida procesional del Viernes Santo. Año 2016.

Desde 1928 realiza junto al Cristo de la Sala Capitular su salida procesional en la mañana del Viernes Santo. Fue iniciativa de José Mesa y López, que solicitó dicha procesión el 3 de abril de 1925. En 1928, Diego Mesa insiste en sacar la procesión en la mañana del Viernes Santo del recinto catedralicio y el cabildo acepta, desde entonces ambas imágenes realizan su salida procesional en la popular procesión de "las Mantillas" o "del Arte", la primera denominación por ir en ella señoras con la mantilla canaria y la segunda por procesionar las dos obras cumbres del escultor grancanario.
Desde 1928 la familia Manrique de Lara y Massieu se hizo cargo de esta procesión. El cabildo catedral nombró más tarde a Francisco Manrique de Lara y Massieu, protector de la capilla de los Dolores.

## Exposiciones dedicadas a su autor
Cabe destacar que esta imagen ha participado en todas las exposiciones dedicadas a su escultor en la ciudad de Las Palmas de Gran Canaria, las dos últimas han sido, Luján Pérez y su Tiempo celebrada entre el 9 de mayo al 9 de julio de 2007 y José Luján Pérez, el hombre y la obra 200 años después celebrada entre el 28 de abril al 30 de agosto de 2015 y tuvo como sede el Centro de Cultura Contemporánea de San Martín.
En la primera exposición citada celebrada en el año 2007 para conmemorar el 250º aniversario del nacimiento de su escultor, esta imagen fue la elegida para ilustrar el cartel, catálogo y guías de la exposición conmemorativa.